# Seven de Londres 2022
El Seven de Londres 2022 fue el octavo torneo de la Serie Mundial Masculina de Rugby 7 2021-22.
Se realizó entre el 28 y 29 de mayo de 2022 en el Estadio Twickenham en Londres, Inglaterra.

## Formato
Se dividen en cuatro grupos de cuatro equipos, cada grupo se resuelve con el sistema de todos contra todos a una sola ronda; la victoria otorga 3 puntos, el empate 2 y la derrota 1 punto.
Los dos equipos con más puntos en cada grupo avanzan a cuartos de final de la Copa. Los cuatro ganadores avanzan a semifinales de la Copa, y los cuatro perdedores a semifinales por el quinto puesto.
Los dos equipos con menos puntos en cada grupo jugaron la Challenge Trophy, definiendo en la misma el puesto final a ocupar en el torneo y los puntos correspondientes a tal mérito que suman para la tabla anual de la  Serie Mundial Masculina de Rugby 7 2021-22.

## Fase de grupos
|  | Avanzan a cuartos de final. |

### Grupo A
| Pos | Países         | Partidos | Partidos | Partidos | Tantos | Tantos | Tantos | Pts |
| Pos | Países         | G        | E        | P        | PF     | PC     | DP     | Pts |
| --- | -------------- | -------- | -------- | -------- | ------ | ------ | ------ | --- |
| 1   | Fiyi           | 3        | 0        | 0        | 93     | 55     | +38    | 9   |
| 2   | España         | 2        | 0        | 1        | 87     | 56     | +31    | 7   |
| 3   | Estados Unidos | 1        | 0        | 2        | 62     | 71     | -9     | 5   |
| 4   | Gales          | 0        | 0        | 3        | 53     | 113    | -60    | 3   |

| 28 de mayo | Estados Unidos | 10 - 26 | España |  |  |

| 28 de mayo | Fiyi | 38 - 17 | Gales |  |  |

| 28 de mayo | Estados Unidos | 33 - 19 | Gales |  |  |

| 28 de mayo | Fiyi | 29 - 19 | España |  |  |

| 28 de mayo | España | 42 - 17 | Gales |  |  |

| 28 de mayo | Fiyi | 26 - 19 | Estados Unidos |  |  |

### Grupo B
| Pos | Países    | Partidos | Partidos | Partidos | Tantos | Tantos | Tantos | Pts |
| Pos | Países    | G        | E        | P        | PF     | PC     | DP     | Pts |
| --- | --------- | -------- | -------- | -------- | ------ | ------ | ------ | --- |
| 1   | Sudáfrica | 3        | 0        | 0        | 69     | 52     | +17    | 9   |
| 2   | Irlanda   | 2        | 0        | 1        | 51     | 54     | -3     | 7   |
| 3   | Argentina | 1        | 0        | 2        | 66     | 48     | +18    | 5   |
| 4   | Kenia     | 0        | 0        | 3        | 35     | 67     | -32    | 3   |

| 28 de mayo | Argentina | 19 - 26 | Sudáfrica |  |  |

| 28 de mayo | Irlanda | 17 - 14 | Kenia |  |  |

| 28 de mayo | Argentina | 26 - 0 | Kenia |  |  |

| 28 de mayo | Irlanda | 12 - 19 | Sudáfrica |  |  |

| 28 de mayo | Sudáfrica | 24 - 21 | Kenia |  |  |

| 28 de mayo | Irlanda | 22 - 21 | Argentina |  |  |

### Grupo C
| Pos | Países        | Partidos | Partidos | Partidos | Tantos | Tantos | Tantos | Pts |
| Pos | Países        | G        | E        | P        | PF     | PC     | DP     | Pts |
| --- | ------------- | -------- | -------- | -------- | ------ | ------ | ------ | --- |
| 1   | Nueva Zelanda | 3        | 0        | 0        | 100    | 40     | +60    | 9   |
| 2   | Australia     | 2        | 0        | 1        | 73     | 48     | +25    | 7   |
| 3   | Francia       | 1        | 0        | 2        | 45     | 78     | -33    | 5   |
| 4   | Canadá        | 0        | 0        | 3        | 33     | 85     | -52    | 3   |

| 28 de mayo | Australia | 19 - 24 | Nueva Zelanda |  |  |

| 28 de mayo | Francia | 19 - 14 | Canadá |  |  |

| 28 de mayo | Australia | 26 - 5 | Canadá |  |  |

| 28 de mayo | Francia | 7 - 36 | Nueva Zelanda |  |  |

| 28 de mayo | Nueva Zelanda | 40 - 14 | Canadá |  |  |

| 28 de mayo | Francia | 19 - 28 | Australia |  |  |

### Grupo D
| Pos | Países     | Partidos | Partidos | Partidos | Tantos | Tantos | Tantos | Pts |
| Pos | Países     | G        | E        | P        | PF     | PC     | DP     | Pts |
| --- | ---------- | -------- | -------- | -------- | ------ | ------ | ------ | --- |
| 1   | Samoa      | 3        | 0        | 0        | 73     | 46     | +27    | 9   |
| 2   | Inglaterra | 2        | 0        | 1        | 76     | 55     | +21    | 7   |
| 3   | Escocia    | 1        | 0        | 2        | 53     | 40     | +13    | 5   |
| 4   | Japón      | 0        | 0        | 3        | 34     | 95     | -61    | 3   |

| 28 de mayo | Inglaterra | 19 - 17 | Escocia |  |  |

| 28 de mayo | Samoa | 33 - 15 | Japón |  |  |

| 28 de mayo | Inglaterra | 38 - 12 | Japón |  |  |

| 28 de mayo | Samoa | 14 - 12 | Escocia |  |  |

| 28 de mayo | Escocia | 24 - 7 | Japón |  |  |

| 28 de mayo | Samoa | 26 - 19 | Inglaterra |  |  |

## Fase final

### Definición 13° puesto
|  | Semifinal | Semifinal | Semifinal |        |       | 13° puesto | 13° puesto | 13° puesto |  |
|  |           |           |           |        |       |            |            |            |  |
|  |           |           |           |        |       |            |            |            |  |
|  | Japón     | Japón     | 14        |        |       |            |            |            |  |
|  | Japón     | Japón     | 14        |        |       |            |            |            |  |
|  | Kenia     | Kenia     | 5         |        |       |            |            |            |  |
|  | Kenia     | Kenia     | 5         |        | Japón | Japón      | 19         |            |  |
|  |           |           |           |        | Japón | Japón      | 19         |            |  |
|  |           |           | Canadá    | Canadá | 26    |            |            |            |  |
|  | Gales     | Gales     | Canadá    | Canadá | 26    | 21         |            |            |  |
|  | Gales     | Gales     |           |        |       | 21         |            |            |  |
|  | Canadá    | Canadá    | 22        |        |       |            |            |            |  |
|  | Canadá    | Canadá    | 22        |        |       |            |            |            |  |
|  |           |           |           |        |       |            |            |            |  |

### Copa de plata
|  | Cuartos de final | Cuartos de final | Cuartos de final |           |                | Semifinales    | Semifinales | Semifinales |  |                | Copa           | Copa | Copa |  |
|  |                  |                  |                  |           |                |                |             |             |  |                |                |      |      |  |
|  |                  |                  |                  |           |                |                |             |             |  |                |                |      |      |  |
|  | Estados Unidos   | Estados Unidos   | 26               |           |                |                |             |             |  |                |                |      |      |  |
|  | Estados Unidos   | Estados Unidos   | 26               |           |                |                |             |             |  |                |                |      |      |  |
|  | Japón            | Japón            | 24               |           |                |                |             |             |  |                |                |      |      |  |
|  | Japón            | Japón            | 24               |           | Estados Unidos | Estados Unidos | 31          |             |  |                |                |      |      |  |
|  |                  |                  |                  |           | Estados Unidos | Estados Unidos | 31          |             |  |                |                |      |      |  |
|  |                  |                  | Francia          | Francia   | 19             |                |             |             |  |                |                |      |      |  |
|  | Francia          | Francia          | Francia          | Francia   | 19             | 31             |             |             |  |                |                |      |      |  |
|  | Francia          | Francia          |                  |           |                |                |             |             |  |                |                |      |      |  |
|  | Kenia            | Kenia            | 0                |           |                |                |             |             |  |                |                |      |      |  |
|  | Kenia            | Kenia            | 0                |           |                |                |             |             |  | Estados Unidos | Estados Unidos | 5    |      |  |
|  |                  |                  |                  |           |                |                |             |             |  | Estados Unidos | Estados Unidos | 5    |      |  |
|  |                  |                  | Argentina        | Argentina | 31             |                |             |             |  |                |                |      |      |  |
|  | Escocia          | Escocia          | Argentina        | Argentina | 31             | 14             |             |             |  |                |                |      |      |  |
|  | Escocia          | Escocia          |                  |           |                |                |             |             |  |                |                |      |      |  |
|  | Gales            | Gales            | 5                |           |                |                |             |             |  |                |                |      |      |  |
|  | Gales            | Gales            | 5                |           | Escocia        | Escocia        | 12          |             |  |                |                |      |      |  |
|  |                  |                  |                  |           | Escocia        | Escocia        | 12          |             |  |                |                |      |      |  |
|  |                  |                  | Argentina        | Argentina | 26             |                |             |             |  |                |                |      |      |  |
|  | Argentina        | Argentina        | Argentina        | Argentina | 26             | 28             |             |             |  |                |                |      |      |  |
|  | Argentina        | Argentina        |                  |           |                |                |             |             |  |                |                |      |      |  |
|  | Canadá           | Canadá           | 7                |           |                |                |             |             |  |                |                |      |      |  |
|  | Canadá           | Canadá           | 7                |           |                |                |             |             |  |                |                |      |      |  |
|  |                  |                  |                  |           |                |                |             |             |  |                |                |      |      |  |

### Definición 5° puesto
|  | Semifinal  | Semifinal  | Semifinal |           |         | 5° puesto | 5° puesto | 5° puesto |  |
|  |            |            |           |           |         |           |           |           |  |
|  |            |            |           |           |         |           |           |           |  |
|  | Inglaterra | Inglaterra | 12        |           |         |           |           |           |  |
|  | Inglaterra | Inglaterra | 12        |           |         |           |           |           |  |
|  | Irlanda    | Irlanda    | 36        |           |         |           |           |           |  |
|  | Irlanda    | Irlanda    | 36        |           | Irlanda | Irlanda   | 5         |           |  |
|  |            |            |           |           | Irlanda | Irlanda   | 5         |           |  |
|  |            |            | Sudáfrica | Sudáfrica | 14      |           |           |           |  |
|  | España     | España     | Sudáfrica | Sudáfrica | 14      | 12        |           |           |  |
|  | España     | España     |           |           |         | 12        |           |           |  |
|  | Sudáfrica  | Sudáfrica  | 24        |           |         |           |           |           |  |
|  | Sudáfrica  | Sudáfrica  | 24        |           |         |           |           |           |  |
|  |            |            |           |           |         |           |           |           |  |

### Copa de oro
|  | Cuartos de final | Cuartos de final | Cuartos de final |               |       | Semifinales | Semifinales | Semifinales |      |               | Copa          | Copa         | Copa |  |
|  |                  |                  |                  |               |       |             |             |             |      |               |               |              |      |  |
|  |                  |                  |                  |               |       |             |             |             |      |               |               |              |      |  |
|  | Fiyi             | Fiyi             | 36               |               |       |             |             |             |      |               |               |              |      |  |
|  | Fiyi             | Fiyi             | 36               |               |       |             |             |             |      |               |               |              |      |  |
|  | Inglaterra       | Inglaterra       | 10               |               |       |             |             |             |      |               |               |              |      |  |
|  | Inglaterra       | Inglaterra       | 10               |               | Fiyi  | Fiyi        | 19          |             |      |               |               |              |      |  |
|  |                  |                  |                  |               | Fiyi  | Fiyi        | 19          |             |      |               |               |              |      |  |
|  |                  |                  | Nueva Zelanda    | Nueva Zelanda | 22    |             |             |             |      |               |               |              |      |  |
|  | Nueva Zelanda    | Nueva Zelanda    | Nueva Zelanda    | Nueva Zelanda | 22    | 17          |             |             |      |               |               |              |      |  |
|  | Nueva Zelanda    | Nueva Zelanda    |                  |               |       |             |             |             |      |               |               |              |      |  |
|  | Irlanda          | Irlanda          | 7                |               |       |             |             |             |      |               |               |              |      |  |
|  | Irlanda          | Irlanda          | 7                |               |       |             |             |             |      | Nueva Zelanda | Nueva Zelanda | 14           |      |  |
|  |                  |                  |                  |               |       |             |             |             |      | Nueva Zelanda | Nueva Zelanda | 14           |      |  |
|  |                  |                  | Australia        | Australia     | 19    |             |             |             |      |               |               |              |      |  |
|  | Samoa            | Samoa            | Australia        | Australia     | 19    | 34          |             |             |      |               |               |              |      |  |
|  | Samoa            | Samoa            |                  |               |       |             |             |             |      |               |               |              |      |  |
|  | España           | España           | 12               |               |       |             |             |             |      |               |               |              |      |  |
|  | España           | España           | 12               |               | Samoa | Samoa       | 14          |             |      | Tercer lugar  | Tercer lugar  | Tercer lugar |      |  |
|  |                  |                  |                  |               | Samoa | Samoa       | 14          |             |      | Tercer lugar  | Tercer lugar  | Tercer lugar |      |  |
|  |                  |                  | Australia        | Australia     | 28    |             |             |             |      |               |               |              |      |  |
|  | Sudáfrica        | Sudáfrica        | Australia        | Australia     | 28    | 17          |             |             | Fiyi | Fiyi          | 31            |              |      |  |
|  | Sudáfrica        | Sudáfrica        |                  |               |       |             |             |             | Fiyi | Fiyi          | 31            |              |      |  |
|  | Australia        | Australia        | 21               |               |       |             |             |             |      |               | Samoa         | Samoa        | 26   |  |
|  | Australia        | Australia        | 21               |               |       |             |             |             |      |               | Samoa         | Samoa        | 26   |  |
|  |                  |                  |                  |               |       |             |             |             |      |               |               |              |      |  |

| Bandera de Australia   |
| Campeón Australia      |
| 1º título del circuito |